# Eustrotia lineola
Eustrotia lineola là một loài bướm đêm trong họ Noctuidae.